# کن کارسلاو
کن کارسلاو (انگلیسی: Ken Carslaw؛ زادهٔ) دانشمند اهل بریتانیا و از دانش‌آموختگان دانشگاه بیرمنگام است.